# إنسبيريشن 4
إنسبايريشن 4 (بالإنجليزية: Inspiration4) هي رحلة فضائية تابعة لشركة سبيس إكس،أنطلقت الرحلة في 16 سبتمبر 2021 من مركز كينيدي للفضاء.تأمل الرحلة بأن تصبح أول رحلة تصل إلى المدار حول الأرض بطاقم من المدنيين بالكامل.
كانت إنسبايريشن4 مهمة فضائية مأهولة أُطِلقت في عام 2021 من قِبل شركة سبيس إكس نيابةً عن الرئيس التنفيذي لشركة شيفت4 جاريد إيزاكمان. أطلقت المهمة مركبة كرو دراغون ريزيلينس في 16 سبتمبر 2021 الساعة 00:02:56 بالتوقيت العالمي المنسق من مجمع الإطلاق إيه 39 التابع لمركز كينيدي للفضاء في فلوريدا على متن صاروخ فالكون 9. وصلت الكبسولة إلى مدار أرضي منخفض، وانتهت المهمة بنجاح في 18 سبتمبر 2021 الساعة 23:06:49 بالتوقيت العالمي المنسق، عندما هبطت ريزيلينس على سطح المحيط الأطلسي.
أكملت المهمة بنجاح أول رحلة فضائية مدارية بمواطنين عاديين فقط وكانت جزءً من جهد خيري نيابةً عن مستشفى سانت جود في ممفيس، تينيسي. كان إيزاكمان هو قائد المهمة. اختارت المستشفى اثنين من أفراد الطاقم: هايلي أرسينو وكريستوفر سيمبروسكي. اختار شيفت4 طيار المهمة، سيان بروكتور.
صادفت المهمة الذكرى الخامسة والخمسين لمهمة جمناي 11، التي وصلت في سبتمبر 1966 إلى ارتفاع 1368 كيلو متر (850 ميل)، وهو أعلى مدار أرضي لأي رحلة مأهولة على الإطلاق. وصلت رحلة إنسبايريشن 4 إلى ارتفاع 585 كيلومتر تقريبًا (364 ميل)، وهو أعلى ارتفاع لمهمة مأهولة منذ مهمة إس تي إس 103 في عام 1999 وخامس أعلى مدار أرضي لرحلة فضائية بشرية. بالمقارنة، تدور محطة الفضاء الدولية حول الأرض على ارتفاع 408 كيلومتر (254 ميل). انتهت المهمة بأول هبوط مأهول على سطح المحيط الأطلسي منذ مهمة أبولو 9 في عام 1969.

## المهمة والطاقم
كانت إنسبايريشن 4 أول مهمة فضاء بشرية تدور حول الأرض مع طاقم مكون من مواطنين عاديين فقط. دعمت المهمة وجمعت أموالًا لتمويل مستشفى سانت جود. خطط الطاقم لجمع 200 مليون دولار لدعم أبحاث سرطان الأطفال في مستشفى سانت جود.
تم قيادة المهمة من قِبل جاريد إيزاكمان، الرئيس التنفيذي لشركة شيفت4 وطيار متمرس مؤهل لقيادة الطائرات العسكرية. اشترى إيزاكمان الرحلة ومقاعدها الأربعة من سبيس إكس وتبرع بمقعدين لمستشفى سانت جود. اختارت المستشفى هايلي أرسينو، مساعدة طبيب في المستشفى وناجية من سرطان العظام، للسفر على متن المهمة. عرضت سانت جود المقعد الثاني كجزء من حملة لجمع 200 مليون دولار أمريكي للمستشفى، أطلِق عليها اسم مهمة سانت جود: إنسبيرد. فاز شخص بالمقعد لم يكشف عنه من جامعة إمبري ريدل للطيران لكنه قرر الانسحاب من المهمة لأسباب شخصية ومنح المقعد لصديقه كريستوفر سيمبروسكي، محارب القديم في سلاح الجو الأمريكي، والذي كان أيضًا أحد الأشخاص المشاركين في السحب البالغ عددهم 72000. اختيرت رائدة الأعمال سيان بروكتور من قِبل شركة شيفت4 للسفر على متن المهمة عبر مسابقة لأفضل فكرة عمل للاستفادة من حلول شيقت4 التجارية. شملت لجنة المسابقة الرئيس التنفيذي لشركة سيلزفورس، مارك بينيوف، ومحررة فاست كومباني، ستيفاني ميهتا، ومهندس سابق في ناسا، مارك روبرت، ومضيف برنامج بار ريسكيو، جون تافير.
كانت ريزيلينس هي أول مركبة فضائية تدور مع طاقم مبتدئ بالكامل منذ مهمة شنتشو 7 في عام 2008. كانت مهمة إس تي إس 2 في عام 1981 آخر مرة أطلقت فيها ناسا طاقمًا مبتدئًا بالكامل في رحلة مدارية.
تلقى جميع أفراد الطاقم الأربعة تدريبًا تجاريًا من قبل سبيس إكس. تضمن التدريب دروسًا في الميكانيكا المدارية، والعمل في بيئة الجاذبية الصغرى، واختبار التعرض للإجهاد، والتدرب على حالات الطوارئ، ومحاكاة المهمة.

## المركبة الفضائية
كانت مهمة إنسبايريشن4 الرحلة الثانية لمركبة ريزيلينس، إذ استُخدمت لأول مرة في مهمة كرو 1. كما كانت رابع رحلة مأهولة لمركبة كرو راغون. استُبدل محول الالتحام الخاص بالمركبة الفضائية، الذي يُستخدم عادةً للالتحام بمحطة الفضاء الدولية، بنافذة واحدة متراصة متعددة الطبقات مستوحاة من وحدة كوبولا، ما يتيح رؤيةً بـ 360 درجة للفضاء من الجزء الأمامي للمركبة. تم حماية كوبولا أثناء الإطلاق والعودة بواسطة غطاء قابل للسحب، الذي شمل أيضًا كاميرا مخصصة لتصوير الجزء الداخلي والخارجي للمركبة أثناء الرحلة. صُممت كوبولا لتكون قابلةً للإزالة، بالتالي يمكن بسهولة إعادة تشكيل ريزيلينس للمهام المستقبلية التي تتطلب الالتحام. نظرًا لاستعمال أربع محركات صاروخية من نوع دراكو على مقدمة المركبة الفضائية، كان من الضروري تركيب أربعة ألواح واقية من الحرارة على السطح الخارجي لكوبولا، لحماية القبة الزجاجية من انبعاثات عادم المحرك أثناء مناورات المركبة الاندفاعية.

## الرحلة
انطلقت ريزيلينس في 16 سبتمبر 2021 الساعة 00:02:56 بالتوقيت العالمي المنسق (15 سبتمبر 2021 الساعة 20:02:56 بتوقيت شرق الولايات المتحدة) على متن صاروخ فالكون 9 بلوك 5 بي 1062 من مجمع الإطلاق إيه 39 في مركز كينيدي للفضاء. كانت هذه هي الرحلة الثالثة للصاروخ. انطلقت المركبة الفضائية إلى مدار بميل قدره 51.6 درجة. عندما وصلت ريزيلينس إلى المدار، كان هناك بالفعل مهمتان إضافيتان من نوع دراغون تدوران حول الأرض في نفس الوقت، إنديفور مع مهمة كرو 2 وسي 208 مع مهمة سي آر إس 23. كانت إنسبايريشن4 أول مهمة مدارية مأهولة لا تزور محطة فضائية منذ مهمة إس تي إس 125 عام 2009.
مُنح كل عضو من أعضاء الطاقم رمز نداء خاص به بهدف التواصل. كان رمز نداء إيزاكمان هو رووك، وليو لبروكتر، ونوفا لارسينوكس، وهانكس لسيمبروسكي.
بمجرد توقف محرك المرحلة الثانية لصاروخ فالكون 9، أخرجت ارسينوكس دمية على شكل كلب تُستخدم أثناء علاج الأطفال في مستشفى سانت جود. بدأت الدمية تطفو فوق رأس أرسينو وبذلك حققت غرضها كمؤشر لانعدام الوزن في مهمة إنسبايريشن4.
شملت المهمة تجارت عن الموجات فوق الصوتية وعينات ميكروبية ومجموعة متنوعة من التجارب الصحية الأخرى (لقياس تحولات السوائل، وتسجيل تخطيط كهربية القلب ومعدلات ضرباته، ومستويات الأكسجين في الدم، وما إلى ذلك) بهدف اختبار الأجسام البشرية للمواطنين العاديين الذين لم يسبق فحصهم وتدريبهم بشكل شامل كرواد فضاء محترفين. أُجريت دراسة آثار رحلات الفضاء على صحة الإنسان وأدائه بالتعاون مع سبيس إكس، ومعهد البحث الانتقالي لصحة الفضاء (تريش) في كلية بايلور للطب وفي كلية طب وايل كورنيل. أثناء الرحلة، انطلق أحد أجراس الإنذار، وتبين أن سبب ذلك هو حدوث خلل في المرحاض.
في 18 سبتمبر 2021، الساعة 23:06:49 بالتوقيت العالمي المنسق، هبطت ريزيلينس على سطح المحيط الأطلسي شمال كيب كانافيرال واستُعيدت بواسطة سفينة الإنقاذ جو سيرشر بعد أربعين دقيقة تقريبًا. كانت ارسينوكس أول من خرج من المركبة الفضائية، وتبعها بروكتور ثم سيمبروسكي وإيزاكمان.